# Бесим паша джамия
Бесим паша джамия (на турски: Besim Paşa Cami, на македонска литературна норма: Бесим паша џамија) е бивш мюсюлмански храм в град Битоля, Северна Македония.

## Местоположение
Джамията е била разположена в близост до днешната сграда на Основния съд в Битоля, където бил разположен Вилаетският конак.

## История
Храмът вероятно пострадва от Първата световна война и по-късно при модернизацията на града е напълно разрушен.